# Enrico De Lorenzo
Enrico De Lorenzo (Utrecht, 16 gennaio 1933 – Tai di Cadore, 14 ottobre 2021) è stato un bobbista italiano, atleta attivo negli anni 1960.

## Biografia
Secondo figlio di Guido De Lorenzo (1901-1990), fondatore nel 1928 della gelateria "Venezia Ijs" a Utrecht, la più antica dei Paesi Bassi, rimase orfano della madre alla nascita della sorella Erminia. Affidato alla zia Angelina, crebbe a Tai di Cadore insieme ai tre fratelli Giacomina, Enrico ed Erminia e a quattro cugni, anch'essi figli di parenti emigrati o morti durante la seconda guerra mondiale.
Dal 1977 è stato istruttore di nuoto a Pieve di Cadore. Dal 1996 fu consigliere della sezione di Cortina d'Ampezzo dell'Associazione Nazionale Atleti Olimpici e Azzurri d'Italia.
Morì all'età di 88 anni, lasciando la moglie Elena e i tre figli Guido, Alberto e Alessandro.

## Carriera sportiva

### Nazionale
Cugino acquisito del bobbista pluricampione Eugenio Monti e fratello di Italo De Lorenzo (campione europeo junior 1964), fu riserva ai campionati mondiali di bob 1959 di Sankt Moritz, Svizzera. Nel 1962 entrò a far parte a tutti gli effetti della nazionale di bob dell'Italia, partecipando come frenatore ai campionati mondiali di bob 1962 che quell'anno si disputavano a Garmisch-Partenkirchen. Nel bob a due con il pilota Rinaldo Ruatti vinse la medaglia d'oro battendo anche il record della pista; nello stesso mondiale nel bob a quattro con l'equipaggio composto da Ferruccio Dalla Torre, Romano Bonagura e pilotati da Sergio Zardini vinse la medaglia d'argento. Fu altresì riserva dell'equipaggio del bob a quattro per le Olimpiadi di Innsbruck 1964. Tornò a gareggiare l'anno seguente nei campionati mondiali di bob 1965 disputati nuovamente a Sankt Moritz, conquistando il quarto posto nel bob a quattro e una medaglia d'argento nel bob a due sempre con Rinaldo Ruatti. L'anno successivo partecipò alle selezioni della nazionale, ma non vi tornò a far parte.

### Campionati italiani
De Lorenzo iniziò la sua attività agonistica nel 1954, all'età di 21 anni, con il Bob Club Pieve di Cadore, per poi passare nel 1958 al Bob Club Cristallo di Cortina d'Ampezzo, dove era stata costruita la pista in occasione delle Olimpiadi di Cortina d'Ampezzo 1956. I primi risultati significativi arrivarono nel 1961, quando ai campionati italiani di bob conquistò una medaglia d'oro nel bob a quattro con Rinaldo Ruatti, Ivo Dandrea, Giorgio Sottsass e una medaglia d'argento nel bob a due sempre con Rinaldo Ruatti. Nel 1964 vinse un altro argento nel bob a due, ma questa volta con il pilota Valentino Giacobbi, mentre nel 1965 vinse la medaglia d'oro nel bob nuovamente con Rinaldo Ruatti.